# Чешиново-Облешево (община)
Община Чешиново-Облешево (мак. Општина Чешиново-Облешево) — община в Північній Македонії. Адміністративний центр — село Облешево. Розташована в східній частині Македонії, Східний статистично-економічний регіон, з населенням 7 490 мешканців, які проживають на площі — 132,2 км².
Община межує з Сербією та з іншими общинами Македонії:
- зі сходу → громадами Пробиштип;
- зі сходу → громадами Зрновці;
- з півдня → община Карбинці;
- з півночі → община Кочани.

Етнічний склад общини:
- македонці — 7 455 — 99,5%
- арумуни — 30 — 0,4%
- інші групи — 5  — 0,1%

## Населені пункти
Общині підпорядковані 14 населених пунктів (громад):
- Облешево
- Баня
- Бурильчево
- Врбиця
- Жиганці
- Кучичино
- Лепопельці
- Новоселяни
- Соколарці
- Спанчево
- Теранці
- Уларці
- Чешиново
- Чіфлік

| Північна Македонія | Це незавершена стаття з географії Північної Македонії. Ви можете допомогти проєкту, виправивши або дописавши її. |